# 张先松
张先松（1951年—），中國健身健美专家，祖籍湖北荆州（原江陵弥市）。江汉大学体育学院教授。中国健美协会教学培训指导委员会委员、中国健美协会培训教师（健身指导员、私人健身教练授课教师），国家级健美裁判员，湖北省健身健美运动协会副秘书长。武汉市优秀专家（2000年），武汉市政府专项津贴获得者（1996年和2001年）。2004-2008年度全国健美健身先进个人，2003年湖北省教育系统“三育人”先进个人。

## 教学和科研
张先松现任中国健美协会培训教师，并在江汉大学开设《健身健美运动》、《健身教练》、《健身原理和方法》等课程。
张先松出版专著36部，发表学术论文和专业文章500余篇，完成“十一五”国家级规划教材《健身健美运动》重点项目1个，省部级重点科研课题15项，获全国和省部级奖励30余项。

## 著作

### 圖書
1. 张先松主编，现代健美大全，武汉：湖北科学技术出版社，1992 （获1995年湖北省优秀科普图书二等奖）
2. 张先松著，实用长寿全书，武汉：湖北人民出版社，1999
3. 张先松著，健身健美运动，北京：高等教育出版社，2005
4. 张先松著，健身健美运动，武汉：华中科技大学出版社，2009
5. 刘胜，张先松，贾鹏著，健身原理与方法，武汉：中国地质大学出版社，2010
6. 李相如，张先松等著，健身教练，北京：高等教育出版社，2011
7. 张先松著，人体增高的科学，武汉：湖北科学技术出版社，1996
8. 张先松著，人体美的表现与塑造，武汉：中国地质大学出版社，2010
9. 田里，张盛海，张先松等著，健身私人教练理论与实践，北京：北京体育大学音像出版社，2006
10. 张先松著，健身健美指南，武汉：湖北人民出版社，1998
11. 张先松等著，少年健美大全，长春：辽宁少儿出版社，1991
12. 张先松著，健康危机立体健身处方，武汉：中国地质大学出版社，2011
13. 张先松著，青少年儿童立体健身处方，武汉：中国地质大学出版社，2011
14. 张先松著，中老年立体健身处方，武汉：中国地质大学出版社，2011
15. 张先松著，强身健美立体健身处方，武汉：中国地质大学出版社，2011
16. 张先松著，女性立体健身处方，武汉：中国地质大学出版社，2011
17. 张先松著，体形体态矫正立体健身处方，武汉：中国地质大学出版社，2011
18. 张先松著，健身健美理论与实践，武汉：武汉出版社，2005
19. 张先松著，健身·营养科学方案，武汉：中国地质大学出版社，2010
20. 张先松著，健康生活百忌，武汉：湖北人民出版社，2008
21. 张先松，刘胜主编，大学体育学上册，北京：北京体育大学出版社，2008
22. 中国健美协会（相建华，邓玉，张先松，张盛海，程路明等）编著，中国等级健身指导员职业培训教程，上、下册，2006

### 期刊論文
1. 张先松，《体育健身保健专业方向开设的可行性探讨及学生的社会需求研究》，山东体育学院学报（核心期刊），2007年第5期 （相关课题2008年9月获湖北省第五届教育科学研究优秀成果一等奖）
2. 张先松，如何挑选最佳健美锻炼方案，武汉体育学院学报，1986（4）：48-51
3. 张先松，健美模式训练方法探析，武汉体育学院学报，1996（3）：48－50
4. 张先松，试论最佳健身锻炼项目的选择，武汉体育学院学报，2003（5）104—106
5. 张先松，健美模式训练的建模方法再探，武汉体育学院学报，2004（5）：107—108、116